# Charles Félix Fouquet
Pour les articles homonymes, voir Fouquet.
Charles Félix Michel Fouquet,  né le 10 novembre 1825 à Sinceny (Aisne) et mort le 14 février 1904 à Rouen (Seine-Maritime), est un homme politique français.

## Biographie
Fils de Louis Ildephonse Fouquet, notaire, et d'Éléonore Virginie Charlier, propriétaire agriculteur et fabricant de sucre, il est élu, sans antécédents politiques, représentant de l'Aisne en 1871. Il épouse sa nièce Clarice Arsène Victoria Rondel, fille de sa sœur Éléonore Arsène et de Pierre Victor Rondel, fabricant de sucre, le 14 juin 1856, à Sinceny. Il siège au groupe du Centre gauche et de la Gauche républicaine. Il est député de l'Aisne de 1876 à 1885, siégeant à gauche. Il fut l'un des 363 qui refusent la confiance au gouvernement de Broglie, le 16 mai 1877. Il ne fut pas réélu en 1885.
Il obtient la Légion d'honneur en 1878 pour ses services industriels.

## Décoration
- Chevalier de la Légion d'honneur (20 octobre 1878)

## Sources
1. ↑  Archives Départementales de l'Aisne : https://archives.aisne.fr/ark:/63271/vta91dd6d029f7e0798/daogrp/0/73
2. ↑  Archives départementales de l'Aisne - https://archives.aisne.fr/ark:/63271/vta2f98af4e4f0576e1/daogrp/0/13

- « Charles Félix Fouquet », dans Adolphe Robert et Gaston Cougny, Dictionnaire des parlementaires français, Edgar Bourloton, 1889-1891 [détail de l’édition]